# Плиев, Магомед-Саид Асултанович
Магоме́д-Саи́д Асулта́нович Пли́ев  (ингуш. Пхьилекъонги ӏасолта Махьмад-Саӏид; 1929, Плиево, Северо-Кавказский край — 16 сентября 2004) — ингушский советский и российский поэт, прозаик и драматург. Писал на ингушском языке. Председатель Правления Союза писателей Ингушетии. Народный писатель Ингушетии.

## Биография
Родился в селе Плиево. С 1958 года по 1976 год работал в Государственном комитете по телевидению и радиовещанию: диктором, корреспондентом, старшим редактором, в 1976—1991 годах работал литературным консультантом Союза писателей Чечено-Ингушской АССР. Член Союза писателей СССР (1969 год).
Автор более 20 книг. Первые публикации его появились в 1958 году на страницах газеты «Сердало» и альманаха «Утро гор», в коллективных сборниках. Первый рассказ «Джигиты революции» был включён в «Хрестоматию на ингушском языке для 5—6 классов». В 1966 году вышла первая книга для детей «Матрос», а в 1968 году — «Обелиск на страже». Автор романа-дилогии «Трудный перевал», а также романов: «Чистота души», «Клятва сыновей», «Два друга» сборников стихов «Таргим», куда входят такие известные по всей стране стихи, как «Стоят башни в Таргиме», «Со гӀалгӀа ва», романа в стихах «Балан ди» (на ингушском языке), который позднее был переведён на русский язык под названием «День скорби». Роман посвящён депортации ингушей и чеченцев в Казахстан и Сибирь.

## Награды
Награждён тремя Почётными грамотами Госкомитета СССР, медалью «За доблестный труд», орденом «За заслуги» (2002 год). Народный писатель Ингушетии.